# Federazione internazionale delle società di Croce Rossa e Mezzaluna Rossa
La Federazione internazionale delle società di Croce Rossa e Mezzaluna Rossa (International Federation of Red Cross and Red Crescent Societies o IFRC) è un'organizzazione internazionale non governativa che ha il compito di ispirare, incoraggiare e sostenere l'azione umanitaria delle società che ne fanno parte. Il suo sostentamento è garantito dai contributi annuali delle singole società nazionali e da finanziamenti finalizzati a programmi di soccorso e sviluppo.
La Federazione e le società nazionali, attualmente 191, insieme al Comitato internazionale della Croce Rossa (CICR), costituiscono il Movimento Internazionale della Croce Rossa e della Mezzaluna Rossa che può contare su 97 milioni di persone, tra membri e volontari.

## Storia
Alla fine della prima guerra mondiale, Henry Pomeroy Davison, un dirigente della Croce Rossa Americana, propose in una conferenza di medicina internazionale da lui organizzata e svoltasi a Parigi il 5 maggio 1919, di utilizzare il potenziale della Croce Rossa, fino ad allora utilizzato esclusivamente nei conflitti, per attività umanitarie in ambito civile e in tempo di pace. Propose di federare le varie società nazionali in un istituto simile alla Società delle Nazioni che venne chiamato Lega delle Società della Croce Rossa al quale aderirono le associazioni nazionali di Italia, Francia, Giappone, Gran Bretagna e Stati Uniti. Tale istituto nel 1991 prese il nome di Federazione Internazionale delle Società di Croce Rossa e Mezzaluna Rossa.
Il 19 ottobre 1994 gli è stato riconosciuto lo status di osservatore dell'Assemblea generale delle Nazioni Unite.

## Compiti
La Federazione Internazionale delle Società di Croce Rossa e Mezzaluna Rossa ha dei compiti ben precisi all'interno del sistema Croce Rossa. Questi sono:
- legante tra le varie società nazionali;
- favorirne la costituzione di nuove;
- in cooperazione con l'UNDRO (United Nations Disaster Relief Organization) coordinare le azioni di soccorso;
- come partner operativo dell'Alto commissariato delle Nazioni Unite per i rifugiati (UNHCR) presta assistenza ai profughi fuori dalle zone di conflitto;
- collabora con le società nazionali al miglioramento della salute della popolazione;
- promuove l'educazione sanitaria;
- in ambito giovanile promuove attività sociosanitarie;
- incoraggia la donazione del sangue promuovendo il Codice di etica per il dono e la trasfusione del sangue;
- diffonde e approfondisce in collaborazione con il CICR la diffusione del diritto internazionale umanitario.

## Presidenti
- 1919 - 1922:  Henry Pomeroy Davison
- 1922 - 1935:  John Barton Payne
- 1935 - 1938:  Cary Travers Grayson
- 1938 - 1944:  Norman Davis
- 1944 - 1945:  Jean de Muralt
- 1945 - 1950:  Basil O'Connor
- 1950 - 1959:  Emil Sandström

- 1959 - 1965:  John MacAulay
- 1965 - 1977:  José Barroso Chávez
- 1977 - 1981:  Justice Joseph Adetunji Adefarasin
- 1981 - 1987:  Enrique de la Mata
- 1987 - 1997:  Mario Enrique Villarroel Lander
- 1997 - 2000:  Astrid Nøklebye Heiberg
- 2001 - 2009:  Juan Manuel del Toro y Rivera
- 2009 - 2017:  Tadateru Konoé
- 2017 - 2023:  Francesco Rocca
- 2023 - attuale:  Kate Forbes